# 兰屿东洋蜗牛
兰屿东洋蜗牛（学名：Japonia lanyuensis），是中腹足目山蜗牛科Japonia属的一种。主要分布于台湾，常栖息在生长在落叶下或地上。